# Anagrapha simplex
Anagrapha simplex är en fjärilsart som beskrevs av Achille Guenée 1852. Anagrapha simplex ingår i släktet Anagrapha och familjen nattflyn. Inga underarter finns listade i Catalogue of Life.